# Houston Lake (Misuri)
Houston Lake es una ciudad ubicada en el condado de Platte en el estado estadounidense de Misuri. En el Censo de 2010 tenía una población de 235 habitantes y una densidad poblacional de 652,76 personas por km².

## Geografía
Houston Lake se encuentra ubicada en las coordenadas 39°11′25″N 94°37′13″O / 39.19028, -94.62028. Según la Oficina del Censo de los Estados Unidos, Houston Lake tiene una superficie total de 0.36 km², de la cual 0.28 km² corresponden a tierra firme y (21.58%) 0.08 km² es agua.

## Demografía
Según el censo de 2010, había 235 personas residiendo en Houston Lake. La densidad de población era de 652,76 hab./km². De los 235 habitantes, Houston Lake estaba compuesto por el 94.04% blancos, el 0.43% eran afroamericanos, el 0% eran amerindios, el 0% eran asiáticos, el 0% eran isleños del Pacífico, el 2.98% eran de otras razas y el 2.55% pertenecían a dos o más razas. Del total de la población el 4.68% eran hispanos o latinos de cualquier raza.